# Watchfield
Watchfield is een civil parish in het bestuurlijke gebied Vale of White Horse, in het Engelse graafschap Oxfordshire met 1702 inwoners.

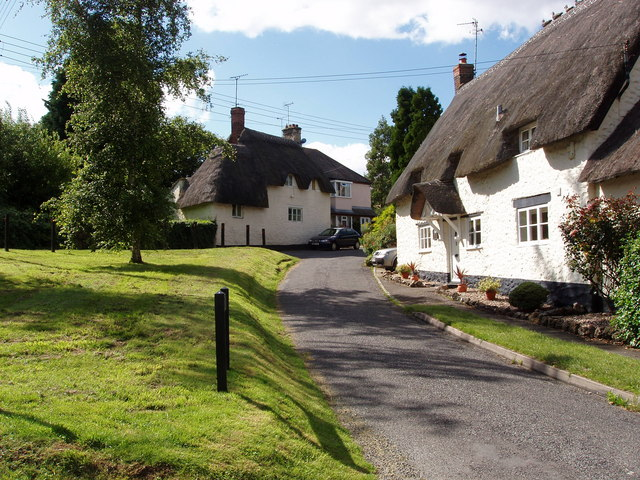
Oxford Square
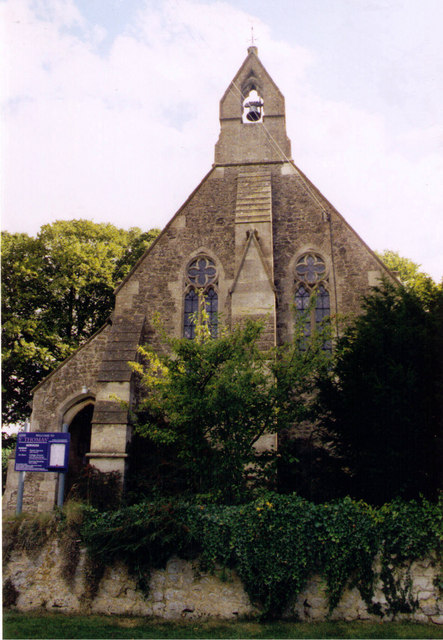
St. Thomaskerk